# Kate Markowitz
Kate Markowitz (* 28. April 1956 in Los Angeles, Kalifornien), im deutschsprachigen Raum besser bekannt unter ihrem Künstlernamen Kate Yanai, ist eine US-amerikanische Sängerin.

## Biografie
Kate Markowitz ist die Tochter des bekannten Filmmusikkomponisten Richard Markowitz. Zunächst arbeitete sie als Background-Sängerin bei zahlreichen bekannten Künstlern. Als sie sich 1988 während einer Frankreich-Tour mit France Gall in Europa aufhielt, nutzte sie einen freien Tag für die Aufnahme eines einminütigen Musikstücks als Begleitmusik zu einem Werbespot für Bacardi-Rum. 
Die eingängige Melodie, die zudem sehr häufig im Fernsehen lief, erfreute sich bald großer Beliebtheit und wurde schließlich sogar mitgeschnitten und von DJs gespielt. Daraufhin entschloss man sich, aus dem Lied eine richtige Single zu machen. Der französische Komponist Olivier Bloch-Lainé schrieb daraufhin das Lied um und verpasste ihm zusammen mit Kate Markowitz einen werbefreien Sommertext. Kate nannte sich Yanai, ein Name aus ihrem Familienstammbaum. Das Lied mit dem neuen Titel Summer Dreaming (Bacardi Feeling) wurde eingespielt und im September 1991 zum Sommerhit in den deutschsprachigen Ländern. 
Trotz oder wegen des großen Rummels, dem sich Kate nach dem Erfolg von Summer Dreaming ausgesetzt sah, ließ sie sich nicht auf einen angebotenen Plattenvertrag und eine eigene Solokarriere ein. Mitte 1994 veröffentlichte sie zwar noch einmal mit Cry, Cry, Louise eine Aufnahme, aber mit Platz 61 war die Single ein Flop. Somit bleibt sie ein auf die deutschsprachigen Länder beschränktes One-Hit-Wonder. Allerdings veröffentlichte sie 2003 in den USA unter ihrem bürgerlichen Namen die CD Map of the World mit selbstgeschriebenen Liedern.
Hauptsächlich arbeitet Kate Markowitz im Hintergrund bei Tourneen und Plattenaufnahmen berühmter Künstler. Sie war und ist zu hören u. a. bei James Taylor, zu dessen Stammbesetzung sie gehört, bei Shawn Colvin, k. d. lang, Randy Newman, Don Henley, Billy Joel, Lee Ritenour und Graham Nash.
2012 wurde der Titel Summer Dreaming in einer Coverversion von Kelly Rowland erneut aufgenommen und ebenfalls von Bacardi als Werbesong genutzt.

## Auszeichnungen
RSH-Gold
- 1992: in der Kategorie „Werbesong des Jahres“ für Bacardi Feeling (Summer Dreamin’)